# IDS Tower
IDS Tower – budynek w Minneapolis w USA. Budynek ten został zaprojektowany przez Johnson/Burgee Architects. Jego budowa zakończyła się w 1973 r. Ma 241 metrów wysokości i 55 pięter. Jest wykorzystywany w celach biurowych, telekomunikacyjnych i jak hotel. Jest to obecnie najwyższy wieżowiec w Minneapolis. Funkcje te pełni od roku swojego ukończenia. I jak na razie jego pozycji nie zagraża żaden inny budowany budynek w tym mieście. Budynek posiada 5 podziemnych kondygnacji. Wraz z anteną ma 270 metrów wysokości. Należy do kompleksu budynków IDS Center, na który składają się oprócz IDS Tower dwa budynki, 8-piętrowy budynek biurowy, oraz 19-piętrowy hotel. Pomiędzy nimi znajduje się przeszklony dach. Powstał on dla Diversified Service, które jest teraz częścią American Express.